# På snålskjuts genom Europa
På snålskjuts genom Europa är Josef Kjellgrens debutbok, utgiven 1930. Det är en reseskildring om författarens resor genom ett antal länder i nordvästra Europa. Den skildrar bland annat en fotvandring som Kjellgren gjorde till Paris med författarkollegan Erik Asklund. Asklund skildrade senare samma resa i sin bok Ynglingaresan 1941.
På snålskjuts i Europa utkom 1930 på Schildts förlag. Titeln sattes av förlaget och ogillades av författaren. När en något omarbetad version av boken utgavs 1941 ändrades titeln till Pank och fågelfri.

## Pank och fågelfri
Pank och fågelfri är en reviderad utgåva av På snålskjuts genom Europa med ett nyskrivet förord av författaren. Den utkom 1941 i Folket i Bilds folkbokserie och har senare återutgivits i Josef Kjellgrens samlade skrifter 1951 och som e-bok 2011. De två sistnämnda utgåvorna innehåller även skådespelet Okänd svensk soldat från 1938.